# Паїн-Кола-Махале
Паїн-Кола-Махале (перс. پائين كلامحله) — село в Ірані, у дегестані Мачіян, у бахші Келачай, шагрестані Рудсар остану Ґілян. За даними перепису 2006 року, його населення становило 72 особи, що проживали у складі 20 сімей.